# Kabupaten de Nabire
Le kabupaten de Nabire (en indonésien : Kabupaten Nabire), est une subdivision administrative de la province de Papouasie centrale en Indonésie. Son chef-lieu est Nabire.

## Géographie
Le kabupaten s'étend sur 12 075 km2 dans l'ouest de la province et est bordé par le golfe de Cenderawasih au nord.

### Subdivisions administratives
Il est divisé en 12 kecamatan :
- Makimi
- Nabire
- Napan
- Siriwo
- Teluk Kimi
- Teluk Umar
- Uwapa
- Wanggar
- Yaur
- Yaro
- Nabire Barat
- Wapoga

## Histoire
Le kabupaten de Nabire est créé le 12 septembre 1969 au sein de la province de Papouasie. En 2008, le kabupaten de Dogiyai est créé à partir de la partie sud-est de celui de Nabire. En 2022, il rejoint la nouvelle province de Papouasie centrale, lors de la création de celle-ci.